# Sendeturm Hrodna
Der Sendeturm Hrodna ist ein 1984 erbauter und 254 Meter hoher, für die Öffentlichkeit nicht zugänglicher Sendeturm im Norden Hrodnas in Belarus. Der Turm weist eine sehr seltene konstruktive Besonderheit auf, denn seine Spitze ist ähnlich wie beim Sendeturm in Wavre an vier horizontalen Armen abgespannt, diese Abspannungen sind jedoch wiederum am Turm selbst befestigt, es existieren keine Abspannungen auf den Boden.
Ein fast identischer Turm steht in Wizebsk.

## Übertragene Programme
| Frequenz  | Programm                                                                                     |
| --------- | -------------------------------------------------------------------------------------------- |
| 66,20 MHz | Kanal Kultura Канал Культура                                                                 |
| 66,98 MHz | Programma Belarusskowo und Radio Grodno 1-я программа Беларуского Радио + Радио Гродно       |
| 67,72 MHz | Radio Grodno Радио Гродно                                                                    |
| 68,90 MHz | Radio Stoliza Радио Столица                                                                  |
| 95,70 MHz | Programma Belarusskowo Radio und Radio Grodno 1-я программа Беларуского Радио + Радио Гродно |
| 100,5 MHz | Radio Stoliza Радио Столица                                                                  |
| 101,2 MHz | Radio Grodno Радио Гродно                                                                    |
| 102,1 MHz | Pilot-FM ПИЛОТ-ФМ                                                                            |
| 103,0 MHz | Radio Bi-Sij Радио Би-Эй                                                                     |
| 106,9 MHz | Russkoje Radio und Radio ROX Русское Радио + Радио РОКС                                      |